# IPT-7 Junior
Die IPT-7 Junior war ein Leichtflugzeug des brasilianischen Herstellers Instituto de Pesquisas Tecnologicas (IPT).

## Geschichte und Konstruktion
Frederico A. Brotero, ein Ingenieur am Instituto de Pesquisas Tecnologicas, entwarf ein leichtes Mehrzweckflugzeug, das im Jahre 1945 erstmals flog. Die IPT-7 war als Tiefdecker mit festem Spornradfahrwerk ausgelegt und besaß ein konventionelles Leitwerk. Der Rumpf und die Tragflächen waren eine Holzkonstruktion, welche mit Sperrholz aus heimischen Hölzern beplankt war. Im Cockpit, das durch eine Schiebehaube betreten werden konnte, saßen Pilot und Passagier nebeneinander. Angetrieben wurde die Maschine von einem Franklin 4AC-176-BA2 mit 48 kW. Trotz guter Flugeigenschaften erfolgte keine Serienproduktion.

## Technische Daten
| Kenngröße             | Daten                              |
| --------------------- | ---------------------------------- |
| Besatzung             | 1                                  |
| Passagiere            | 1                                  |
| Länge                 | 6,88 m                             |
| Spannweite            | 10,60 m                            |
| Höhe                  | 2,45 m                             |
| Flügelfläche          | m²                                 |
| Leermasse             | 396 kg                             |
| max. Startmasse       | 590 kg                             |
| Reisegeschwindigkeit  | 135 km/h                           |
| Höchstgeschwindigkeit | 144 km/h                           |
| Dienstgipfelhöhe      | 3.300 m                            |
| Reichweite            | ?                                  |
| Triebwerke            | 1 × Franklin 4AC-176-BA2 mit 48 kW |